# 宮沢賢治 (小惑星)
宮沢賢治（みやざわけんじ、5008 Miyazawakenji）は、小惑星帯の小惑星。命名は詩人・童話作家の宮沢賢治に由来する。
1991年2月20日、滋賀県のダイニックアストロパーク天究館館員の杉江淳が、同館のシュミットカメラによって発見した。1991DVという仮符号が与えられる。
ダイニックアストロパーク天究館の初代館長・米田康男が宮澤清六と懇意だったことがこの小惑星の運命を大きく変える。宮沢賢治の名を冠した天体が存在しないことを宮澤清六から聞かされた米田は驚き、ダイニックアストロパーク天究館で発見された1991DVに宮沢賢治と命名することを思いつく。賢治生誕100年に当たる1996年、国際天文連合は小惑星5008番をMiyazawakenjiと呼ぶことを正式に承認した。